# علی‌اصغر گرمسیری
علی‌اصغر گرمسیری (۱۲۹۰ – ۱۹ آذر ۱۳۷۹) بازیگر تئاتر و سینما اهل ایران بود. او که از فرهیختگان تئاتر ایران بشمار می‌رفت، به مدت ۲۱ سال استاد «هنرستان هنرپیشگی» بود و در مجموع ۱۴ نمایشنامه نوشت و دست کم ۶۰ نمایشنامه را کارگردانی کرد یا در آن‌ها بازی داشت. بسیاری از نمایش سازان نسل میانی، چون محمدعلی جعفری، مهین اسکویی، علی نصیریان، عباس جوانمرد، جعفر والی و نصرت کریمی از شاگردان او بوده‌اند.

## زندگی
علی‌اصغر گرمسیری در سال ۱۲۹۰ در تهران زاده شد. اصلیت پدر و مادرش شیرازی بود و در آنجا ازدواج کرده بودند و به علت اشتغال در کار دولتی به صورت مهاجر به تهران آمدند. وی پسر اول و بزرگ خانواده اش بود و وقتی که سه سال و نیمه بود پدرش را از دست داد. در یازده سالگی کلاس ششم را به اتمام رساند و برخلاف مخالفت خانواده و به علت علاقه وافر به مطالعه در کنار تحصیل از دوازده سالگی شروع به کار در چاپخانه‌ها کرد. از سال ۱۳۰۵ تا ۱۳۰۹ به ترتیب در چاپخانه‌های فردوس، باقرزاده، و مجلس به عنوان فرم بند کار می‌کرد. فعالیت هنری را از سال ۱۳۰۵ با پیوستن به جمع کمدی ایران که مؤسسش سید علی نصر بود آغاز کرد. اولین نمایشی که بازی کرد «پری جادو» نام داشت. پس از تعطیل شدن کمدی ایران به کمدی اخوان ملحق شد و بعدتر با مشارکت دوستانش گروه جهانبخش را ایجاد کرد و در نمایش‌های بسیاری به عنوان کارگردان و بازیگر ظاهر شد.
تعدادی از نمایش‌هایش عبارتند از: «خسرو و شیرین»، «وامق و عذرا»، «شیرین و فرهاد»، «لیلی و مجنون»، «طلا»، «امیرکبیر»، «دو محبوب بهشت»، «شمع و پروانه»، «پیش از شب زفاف»، «فرشته»، «همه برای پول»، «دلباختگان»، «مریض خیالی»، «نوکر بی جیره مواجب»، «اشک شیطان»، «ستارهٔ هالیوود»، «هالو»، «جوان عجول»، «مربی بی‌تربیت»، «بینوایان»، «انتقام ارواح»، «ویکتور هوگو»، «ابن سینا»، «لج و لجبازی»، «دختر نابینا»، «الههٔ مصر»، «عشق و مرگ»، «خسیس»، «زنان دانشمند»، «محمدعلی بیک»، «پروانه و خسرو»، «سقوط کابینه»، «نامه»، «اسب چوبی»، «همه در راه آزادی»، «احتکار شوهر» و «ده عروسک سیاه».
در اولین دورهٔ هنرستان هنرپیشگی تهران در سال ۱۳۱۸ معلم تئاترشناسی بود و در مطبوعات نیز مقاله می‌نوشت، مانند روزنامهٔ ایران. فعالیت در سینما را از سال ۱۳۶۴ با بازی در فیلم «ناخدا خورشید» آغاز کرد. وی موفق به دریافت نشان درجه یک هنری از وزارت فرهنگ و ارشاد اسلامی شد که از دیگر افتخارات ایشان دریافت نشان فروغ فرخزاد، دریافت مدال در هزاره ابوعلی سینا، هزاره فردوسی و … اشاره کرد.
وی در عصر ۱۹ آذر ماه ۱۳۷۹ در سن ۸۹ سالگی به علت کهولت سن درگذشت و در قطعه ۸۸ بهشت زهرای تهران (قطعه هنرمندان که خود از بانیان اختصاص این قطعه به فرهیختگان بود) به خاک سپرده شد.

## فیلمشناسی

### سینما
- زشت و زیبا (۱۳۷۷)
- باد و شقایق (۱۳۷۶)
- اعاده امنیت (۱۳۷۴)
- می‌خواهم زنده بمانم (۱۳۷۳)
- هدف (۱۳۷۳)
- بدل (۱۳۷۲)
- جاده عشق (۱۳۷۲)
- همسر (۱۳۷۲)
- تماس شیطانی (۱۳۷۱)
- رابطه پنهانی (۱۳۷۱)
- راز گل سرخ (۱۳۷۱)
- یک مرد یک خرس (۱۳۷۱)
- دلشدگان (۱۳۷۰)
- مدرسه پیرمردها (۱۳۷۰)
- مسافران (۱۳۷۰)
- آخرین پرواز (۱۳۶۸)
- تمام وسوسه‌های زمین (۱۳۶۸)
- زمان از دست رفته (۱۳۶۸)
- ارثیه (۱۳۶۷)
- نار و نی (۱۳۶۷)
- خارج از محدوده (۱۳۶۶)
- غریبه (۱۳۶۶)
- مکافات (۱۳۶۶)
- گزارش یک قتل (۱۳۶۵)
- ناخدا خورشید (۱۳۶۵)

### تلویزیون
| سال       | نام                    | سمت              | کارگردان              | توضیحات                                                |
| --------- | ---------------------- | ---------------- | --------------------- | ------------------------------------------------------ |
| ۱۳۷۷      | مجتمع مسکونی فرخ و فرج | بازیگر           | اصغر فرهادی           | در نوروز ۱۳۷۸ از شبکه ۲ پخش شد.                        |
| ۱۳۷۷      | گل یخ                  | بازیگر و تدوینگر | داریوش جهانگیری       | نیمه دوم دهه هفتاد از برنامه «سیمای خانواده» پخش می‌شد. |
| ۱۳۷۵      | فراق                   | بازیگر           | مسعود رشیدی           | از برنامه «سیمای خانواده» پخش می‌شد.                    |
| ۱۳۷۵      | ببخشید                 | بازیگر           | رضا کرم‌رضایی          |                                                        |
| ۱۳۷۵      | فروشگاه                | بازیگر           | احمد بهبهانی          | شبکه ۳                                                 |
| ۱۳۷۴–۱۳۷۵ | وکلای جوان             | بازیگر مهمان     | بهرام کاظمی           | شبکه ۲                                                 |
| ۱۳۷۴–۱۳۷۵ | دزدان مادربزرگ         | بازیگر           | مهدی صباغ‌زاده         | شبکه ۱                                                 |
| ۱۳۷۴      | علی‌آقا ۱۲۱             | بازیگر مهمان     | محمد صالح علا         | شبکه ۲                                                 |
| ۱۳۷۴      | داستان یک شهر          | بازیگر           | خسرو معصومی           | شبکه ۱                                                 |
| ۱۳۷۰–۱۳۷۴ | این خانه دور است       | بازیگر           | بیژن بیرنگ مسعود رسام |                                                        |
| ۱۳۷۰      | امام علی               | بازیگر           | سید داود میرباقری     | شبکه ۱                                                 |
| ۱۳۶۹      | آرایشگاه زیبا          | بازیگر مهمان     | مرضیه برومند          | شبکه ۲                                                 |
| ۱۳۶۸      | عقیق                   | بازیگر           | حمید تمجیدی           | شبکه ۲                                                 |